# Chris Rainey
Chris Rainey (Lakeland, 2 marzo 1988) è un giocatore di football americano statunitense che gioca nel ruolo di running backed attualmente è free agent. Fu scelto nel corso del quinto giro (159º assoluto) del Draft NFL 2012 dai Pittsburgh Steelers. Al college ha giocato a football a Florida.

## Carriera professionistica

### Pittsburgh Steelers
Rainey fu scelto nel corso del quinto giro del Draft 2012 dai Pittsburgh Steelers. Il 6 maggio 2012, la franchigia comunicò il raggiungimento di un accordo col giocatore per un contratto quadriennale. Nella sua stagione da rookie disputò tutte le 16 partite, nessuna delle quali come titolare, correndo 102 yard e segnando 2 touchdown. Fu svincolato dagli Steelers il 10 gennaio 2013.

## Vittorie e premi
Nessuno

## Statistiche
| Partite totali     | 16  |
| Partiteda titolare | 0   |
| Yard corse         | 109 |
| Touchdown su corsa | 2   |